# 後藤敬一
後藤 敬一（ごとう けいいち、1951年9月28日 - ）は、日本の経産官僚。元国土交通省大臣官房審議官。退官後は、JX日鉱日石金属副社長を務めた。長崎県出身。

## 経歴
1951年、長崎県生まれ。1975年に東京大学工学部を卒業後、通商産業省（現：経済産業省）に入省。入省同期に参議院議員の太田房江らがいる。同省所管の金属鉱業事業団、石油公団（現：石油天然ガス・金属鉱物資源機構）等での勤務を経て、1995年通産省非鉄金属課長、1997年資源エネルギー庁鉱業課長。2000年に国土交通省出向、都市整備に係わる部局の官房審議官を務め、2001年退官。
2003年に日鉱金属（現：JX金属）執行役員となり、2008年常務執行役員、2010年取締役、2013年取締役副社長。カセロネス銅・モリブデン鉱床（チリ）の開発プロジェクトに携わり、2014年6月からはチリ事務所長を務めた。また、日本・チリ両国の防災協力に関する会議で議長を務めるなど、日智間の関係強化に取り組んだ。2016年に副社長を退き、顧問に就任した。

## 略歴
- 1975年3月 - 東京大学工学部卒業
- 1975年4月 - 通商産業省（以下、本省）入省
- 1980年2月 - 資源エネルギー庁（以下、資エネ庁）石油開発課
- 1981年5月 - 石炭部海外炭対策室国際協力班
- 1983年6月 - 工業技術院次世代産業技術企画官補佐兼技術班長
- 1985年5月 - 本省基礎産業局非鉄金属課総括班長
- 1988年3月 - 金属鉱業事業団キャンベラ事務所長
- 1991年5月 - 石油公団備蓄業務部業務課長
- 1993年6月 - 資エネ庁石炭部採炭地域振興課長
- 1995年6月 - 本省基礎産業局非鉄金属課長
- 1997年6月 - 資エネ庁長官官房鉱業課長
- 2000年7月 - 国土庁大都市圏整備局担当官房審議官
- 2001年1月 - 国土交通省都市・地域整備局担当官房審議官
- 2001年6月 - 経済産業省退職
- 2003年7月 - 日鉱金属執行役員
- 2008年4月 - 同社常務執行役員
- 2010年7月 - JX日鉱日石金属取締役常務執行役員
- 2013年4月 - 同社取締役副社長執行役員
- 2015年6月 - 同社副社長執行役員
- 2016年4月 - JX金属顧問

## 入省同期
- 石田徹 - 資源エネルギー庁長官
- 太田房江 - 大阪府知事、現参議院議員
- 薦田康久 - 原子力安全・保安院長
- 三本松進 - 経済産業研修所長、柔道家
- 八幡和郎 - 徳島文理大学教授、評論家